# Jaime Lozano
Jaime Arturo Lozano Espín (Cidade do México, 29 de setembro de 1979) é um treinador e ex-futebolista profissional mexicano, que atuava como meio-campo. Atualmente comanda o Pachuca, do México.

## Carreira
Jaime Lozano integrou a Seleção Mexicana de Futebol na Copa América de 2007.

## Títulos

### Jogador
UNAM
- Mexican Primera División: Clausura 2004, Apertura 2004
- Campeón de Campeones: 2004

Morelia
- SuperLiga: 2010

### Treinador
Querétaro
- Supercopa MX: 2017

Mexico U23
- CONCACAF Olympic Qualifying Championship: 2020

Seleção Mexicana
- Copa Ouro da CONCACAF: 2023